# پرونده کارکنان دیپلماتیک و کنسولی ایالات متحده در تهران
دعوی ایالات متحده آمریکا مقابل جمهوری اسلامی ایران [۱۹۸۰] یا قضیه دیپلماتیک و کنسولی ایالات متحده در تهران (انگلیسی: United States Diplomatic and Consular Staff in Tehran) به یکی از دعاوی حقوق بین‌الملل اشاره دارد که به دنبال گروگان‌گیری در سفارت ایالات متحده آمریکا، توسط این کشور علیه ایران در دیوان بین‌المللی دادگستری اقامه شده است.

## پیشینه
در تاریخ ۴ نوامبر ۱۹۷۹، سفارت ایالات متحده در تهران، ایران توسط دانشجویان مسلح ایرانی که به گروه «دانشجویان مسلمان پیرو خط امام» تعلق داشتند، مورد حمله قرار گرفت. این دانشجویان با اشغال سفارت، حمایت خود را از انقلاب اسلامی ایران اعلام کردند. در این واقعه، بیش از شصت دیپلمات و شهروند آمریکایی به گروگان گرفته شدند و این بحران ۴۴۴ روز ادامه یافت، تا آنکه در ۲۰ ژانویه ۱۹۸۱ به پایان رسید. اگرچه برخی از گروگان‌ها زودتر آزاد شدند، اما ۵۲ نفر تا پایان بحران در اسارت باقی ماندند.
در جریان این اشغال، نیروهای امنیتی که وظیفه حفاظت از سفارت آمریکا را بر عهده داشتند، به طرز مشکوکی ناپدید شدند و دولت ایران هیچ تلاشی برای جلوگیری از حمله یا آزادی گروگان‌ها انجام نداد. ایالات متحده تلاش کرد تا با مقامات ایرانی دیدار و دربارهٔ آزادی گروگان‌ها مذاکره کند، اما سید روح‌الله خمینی، رهبر انقلاب ایران، هرگونه دیدار و مذاکره‌ای را ممنوع اعلام کرد. در واکنش به این بحران، ایالات متحده روابط دیپلماتیک خود را با ایران قطع کرد، تحریم‌های تجاری اعمال نمود که شامل توقف صادرات آمریکا و واردات نفت از ایران بود و همچنین دارایی‌های ایران را مسدود کرد.

## تشکیل پرونده
پرونده مربوط به کارکنان دیپلماتیک و کنسولی ایالات متحده در تهران، یک پرونده در حوزه حقوق بین‌الملل عمومی است که در دو تصمیم توسط دیوان بین‌المللی دادگستری مطرح شد. این پرونده توسط ایالات متحده آمریکا علیه ایران در واکنش به بحران گروگان‌گیری کارکنان سفارت آمریکا در ایران اقامه گردید.

## بررسی و آراء دادگاه
این پرونده از موارد مهمی بود که در آن دیوان بین‌المللی دادگستری و شورای امنیت سازمان ملل متحد برای پایان دادن به یک بحران با یکدیگر همکاری کردند. دیوان بین‌المللی دادگستری (ICJ) در ارتباط با بحران گروگان‌گیری در ایران دو رای مهم صادر کرد:
1. تصمیم اول که به عنوان قرار اقدامات موقت صادر شد، در تاریخ ۱۵ دسامبر ۱۹۷۹ به ثبت رسید. این حکم به ماهیت پرونده نپرداخت، بلکه هدف آن حفظ حقوق و تعهدات میان ایالات متحده و ایران در حالی بود که دادگاه در حال بررسی تصمیم نهایی بود. در این دستور، دیوان به‌اتفاق آرا اعلام کرد که ایران باید سفارت ایالات متحده در تهران را به آمریکا بازگرداند، گروگان‌ها را آزاد کند و به مقامات دیپلماتیک تمامی حمایت‌های مقرر در «کنوانسیون وین دربارهٔ روابط دیپلماتیک» را ارائه دهد.
2. تصمیم دوم به بررسی ماهیت اقدامات ایران پرداخت. با این حال، ایران در جلسات دادرسی شرکت نکرد.

### بررسی پرونده در دو مرحله
دیوان بین‌المللی دادگستری پرونده را در دو مرحله بررسی کرد:
- مرحله اول: این مرحله به حمله مسلحانه به سفارت ایالات متحده در تهران توسط دانشجویان و نیروهای شبه‌نظامی ایرانی مربوط می‌شد. پرسش کلیدی این بود که آیا این افراد به عنوان «نمایندگان» دولت ایران عمل کرده‌اند یا خیر.
- مرحله دوم: در این مرحله، دیوان به اتفاقات پس از اشغال سفارت توسط شبه‌نظامیان و تصرف کنسولگری‌های آمریکا پرداخت.

### رای نهایی
در ۲۴ مه ۱۹۸۰، دیوان رأی نهایی خود را صادر کرد. در پاسخ به پرسش نخست، دیوان حکم داد که دانشجویان و شبه‌نظامیان ایرانی «نمایندگان» دولت ایران محسوب می‌شوند، زیرا دولت ایران اقدامات آن‌ها را تأیید و حمایت کرده بود؛ بنابراین، اشغال سفارت و بازداشت گروگان‌ها به عنوان اقدامات رسمی دولت ایران تلقی شد. به این ترتیب، هرچند این افراد در ابتدا به‌طور خصوصی عمل می‌کردند، اما به دلیل حمایت و تأیید دولت ایران، به‌عنوان نمایندگان رسمی این کشور شناخته شدند.